# Heather Schmidt
Heather Anne Turney Schmidt (* 1974 in Calgary, Alberta) ist eine kanadisch-US-amerikanische Komponistin, Pianistin und Filmschaffende.

## Leben
Schmidt wurde in Calgary geboren, wo sie auch aufwuchs. Sie erhielt ihre Ausbildung zur Konzertpianistin an der Juilliard School, wo sie die Fächer Klavier und Komposition studierte. Anschließend setzte sie ihr Studium an der Indiana University Bloomington fort, wo sie schließlich mit 21 Jahren als jüngste Studentin einen Doktortitel in Musik erhielt. Sie lebt mit ihrer Frau in Los Angeles.
Seit 2008 tritt Schmidt regelmäßig als Filmkomponistin in Erscheinung. Zu ihren Werken gehört auch die Musik für das Computerspiel Homesick aus dem Jahr 2015. Für das kalifornische Filmstudio The Asylum schrieb sie die Filmmusik unter anderen für Elvis lebt! – Nicht tot, nur Undercover, Jurassic School und Empire of the Sharks. 2017 komponierte sie die Filmmusik für die Fernsehserie People and Pups, für die sie auch als Produzentin und Regisseurin fungierte. Daneben trat sie auch als Filmschaffende, vor allem Kurzfilme, in Erscheinung.

## Filmografie (Auswahl)

### Filmkompositionen
- 2008: Synchronicity (Fernsehfilm)
- 2009: A Different Kind of Humor (Kurzfilm)
- 2010: The Uninvited Ghost (Kurzfilm)
- 2010: 7 O’Clock (Kurzfilm)
- 2011: Hott Damned (Kurzfilm)
- 2011: Girls! Girls! Girls!
- 2011: My Own Private Demon (Kurzfilm)
- 2011: Midnight Violin (Kurzfilm)
- 2012: Archaeology of a Woman
- 2012: We Blinded the Sun (Kurzfilm)
- 2013: Musically Medicated (Dokumentation)
- 2016: Break-Up Nightmare
- 2016: Elvis lebt! – Nicht tot, nur Undercover (Elvis Lives!, Fernsehfilm)
- 2016: Emotional State (Kurzfilm)
- 2017: Jurassic School
- 2017: Simple Procedure (Kurzfilm)
- 2017: Empire of the Sharks (Fernsehfilm)
- 2017: Death of the Horror Movie (Kurzfilm)
- 2017: People and Pups (Fernsehserie, 16 Episoden)
- 2018: How to Get Rid of a Body (And Still Be Friends)
- 2020: Cats & Swords (Kurzfilm)
- 2021: Man of Fire (Kurzfilm)
- 2022: Alchemy of the Spirit

### Regie
- 2010: The Uninvited Ghost (Kurzfilm)
- 2011: Midnight Violin (Kurzfilm)
- 2017: People and Pups (Fernsehserie, 16 Episoden)
- 2020: Cats & Swords (Kurzfilm)
- 2021: Man of Fire (Kurzfilm)

### Produktion
- 2010: The Uninvited Ghost (Kurzfilm)
- 2011: Affliction (Kurzfilm)
- 2011: Midnight Violin (Kurzfilm)
- 2017: People and Pups (Fernsehserie, 16 Episoden)

### Drehbuch
- 2010: The Uninvited Ghost (Kurzfilm)
- 2011: Midnight Violin (Kurzfilm)
- 2020: Cats & Swords (Kurzfilm)
- 2021: Man of Fire (Kurzfilm)

## Kompositionen (Auswahl)
- 2015: Homesick (Computerspiel)